# Eunidia lineatoides
Eunidia lineatoides är en skalbaggsart som beskrevs av Stefan von Breuning 1942. Eunidia lineatoides ingår i släktet Eunidia och familjen långhorningar. Inga underarter finns listade i Catalogue of Life.